# 終着駅殺人事件
『終着駅殺人事件』（ターミナルさつじんじけん）は、西村京太郎の長編推理小説。1980年に光文社から刊行された。
昭和56 (1981) 年度日本推理作家協会賞受賞作である。本作を原作として、テレビドラマ4作品が制作されている。

## 概要
本作は、『寝台特急殺人事件』（1978年）、『夜間飛行殺人事件』（1979年）に続くトラベルミステリー作品である。作者は、綾辻行人との対談で自選ベスト5を選出した際には本作を選出せず、トラベルミステリー作品から『寝台特急殺人事件』を選んでいる。その際、綾辻からトラベルミステリーでは推理作家協会賞を受賞した『終着駅殺人事件』ではなく、自身では『寝台特急殺人事件』の方なのかと問われ、作者は「そうですね」と答えている。
青山剛昌の推理漫画『名探偵コナン』単行本第22巻の巻末カバー「青山剛昌の名探偵図鑑」で十津川が紹介されており、その中で青山がお勧めとしている作品で本作が選ばれている。なお、当22巻において、寝台特急北斗星号を舞台にした事件話が掲載されている (File.4 - 7)。

## ストーリー
青森県立F高校の卒業生で校内新聞の編集長だった宮本孝は、卒業する時に交わした「7年経ったら皆で青森に帰郷しよう」という約束に従い、2泊3日（4月2日（土曜日）- 4日（月曜日））の帰郷旅行の計画を立てて他のメンバー6人に寝台特急ゆうづる7号の切符と手紙を送った。そして出発当日の4月1日、上野駅には宮本を入れた6人（片岡清之、川島史郎、村上陽子、橋口まゆみ、町田隆夫）が顔を揃えたが、残る1人・安田章はゆうづる7号の発車時刻になっても上野駅には現れなかった。ゆうづる7号は、1人足りない6人を乗せて21時53分に上野駅を出発した。
一方、警視庁捜査一課の亀井刑事は、青森から上京した旧友・森下から「自分の教え子である松木紀子という女性が最近2年間消息不明なので一緒に彼女を探してほしい」と頼まれる。その帰り道、亀井刑事は上野駅の地上トイレの中で男の刺殺体が発見される事件に遭遇、その死体の主は待ち合わせの場所に来なかった安田章だった（1人目の犠牲者）。
列車が仙台を過ぎた頃、3時50分頃、町田が「川島の姿が見えない」と宮本を叩き起こす。確かに寝台の中に川島はいなかった。だが、川島が見つかることもなく、列車は3分ほど遅れて8時51分に青森駅に到着する。
青森県警の三浦刑事が出迎え、5人は安田が殺されたことを知らされる。
当初、川島が安田を殺害して逃亡したのではないかと思われたが、川島はその後、鬼怒川で水死体で発見され、自殺と思われた（2人目の犠牲者）。宮本ら5人は青森県警本部での事情聴取の後、三浦刑事から青森市内のホテルに足止めを喰らうが、ホテルの部屋で橋口まゆみが遺書を残して死亡する（3人目の犠牲者）。自殺かとも思われたが他殺の疑いも濃厚であり、青森県警の捜査も混迷を極める。結局、決定的な証拠が見つからないまま県警の捜査本部は解散するが、今度は青森駅の待合室で村上陽子が他殺体で発見される（4人目の犠牲者）。同じ頃、東京でも上野署の捜査本部が解散されようとしていたが、上野駅で片岡清之が毒殺された（5人目の犠牲者）との連絡が入る。
最終的に旧友7人は、生存者が宮本と町田の2人になってしまう。
当然、どちらかが犯人と十津川警部ら捜査一課の刑事は結論を出すが、いずれか1人では全員を殺害することが物理的に不可能と判明する。
最後の1人が殺された時、意外な犯人の顔が浮かび上がった。動機は何なのか？　十津川が7年前の悲痛な事件を暴き出した時、すべてが明らかになった！　亀井の動揺は隠しきれなかった。

## 登場人物

### 警視庁
- 十津川省三
- 亀井定雄
- 西本明

### 青森県警
- 江島警部
- 三浦刑事

### 青森県F高校7人組
- 宮本孝 - 弁護士見習い。
- 片岡清之 - 物産店社長。
- 川島史郎 - 運送会社社長。
- 安田章 - 通商産業省（現経済産業省）官僚。
- 村上陽子 - 歌手。
- 橋口まゆみ - OL。
- 町田隆夫 - シナリオライター。

### その他
- 森下 - 亀井の旧友で教師。
- 松木紀子 - 森下の教え子。
- 町田由紀子-隆夫の姉。7年前、婦女暴行に遭った後に自殺した。

## テレビドラマ

### 1981年版
『西村京太郎トラベルミステリー1・終着駅殺人事件 上野～青森ミステリー特急「ゆうづる」』は、テレビ朝日系列の2時間ドラマ『土曜ワイド劇場』（毎週土曜日21時2分 - 22時51分、JST）で1981年10月17日に放送された。主演は亀井刑事役の愛川欽也。
東映・テレビ朝日制作の「西村京太郎トラベルミステリー」の第1作である。
キャスト
- 亀井刑事 - 愛川欽也
- 十津川警部 - 三橋達也

青森県F高校7人組 ※劇中では青森県立第二高等学校 浅虫分校
- 宮本孝 - 中島久之
- 安田章 - 村上正次
- 川島史郎 - 保積ぺぺ
- 片岡清之 - 火野正平
- 村上陽子 - 風吹ジュン
- 橋口まゆみ - 伊藤咲子
- 町田隆夫 - 風間杜夫

警視庁
- 清水刑事 - 速水亮
- 日下刑事 - 長谷川弘
- 西本刑事 - 友金敏雄

青森県警察
- 三浦刑事 - 高峰圭二
- 江島警部 - 宮城健太郎

その他
- 1981年制作の本作でコンビとなった三橋と愛川は、三橋が2004年5月15日、愛川がその10年11か月後の2015年4月15日に、それぞれ逝去している。2人の享年はともに81（法律上の満80歳）であった。

### 2001年版
『十津川警部シリーズ23・終着駅殺人事件 寝台特急「はくつる」に仕掛けられた卑劣なワナ!』は、TBS系列の2時間ドラマ『月曜ミステリー劇場』（月曜日21時 - 23時14分、JST）で2001年10月1日に放送された。主演は渡瀬恒彦。
キャスト
- 十津川警部 - 渡瀬恒彦
- 亀井刑事 - 伊東四朗

青森県F高校7人組
- 宮本孝 - 河相我聞
- 安田章 - 細川智三
- 川島史郎 - 安村和之
- 片岡清之 - 野村祐人
- 村上陽子 - 平岡千佳
- 橋口まゆみ - 山口リエ
- 町田隆夫 - 赤坂晃

その他
- 松木紀子 - 小田茜
- 森下浩平 - 坂上二郎
- 西山英司 - 飯田基祐
- 三浦警部補 - 石田太郎
- スナック店主 - 小倉久寛
- 村川刑事 - 古川理科
- アパート家主の妻 - 草村礼子
- 郷土料理屋女将 - 角替和枝
- バーのママ - ラッキィ池田

### 2013年版
『西村京太郎トラベルミステリー59・終着駅殺人事件 愛と死の寝台特急あけぼの 暗闇に消えた女』は、テレビ朝日系列の2時間ドラマ『土曜ワイド劇場』（土曜日21時 - 23時21分、JST）で2013年1月5日に放送された。主演は高橋英樹。
「テレビ朝日開局55周年記念企画」として、前述の東映版第1作がリメイクされた。本作で原作に近い森下が登場する。
キャスト
- 十津川警部 - 高橋英樹
- 亀井刑事 - 高田純次
- 西本刑事 - 森本レオ
- 北条刑事 - 山村紅葉

青森県F高校7人組
- 宮本孝 - 石垣佑磨
- 安田章 - 篠田光亮
- 川島史郎 - 土屋裕一
- 片岡清之 - 一條俊
- 村上陽子 - 三津谷葉子
- 橋口まゆみ - 小野真弓
- 町田隆夫 - 黄川田将也

その他
- 十津川直子 - 浅野ゆう子
- 鈴木紀子 - 原史奈
- 森下勇介 - 岩城滉一

### 2023年版
『十津川警部の事件簿4 ～終着駅殺人事件～』は、テレビ東京系列の2時間ドラマ『月曜プレミア8』（月曜日20時 - 21時54分、JST）で2023年10月9日に放送された。主演は船越英一郎。
キャスト
- 十津川警部 - 船越英一郎
- 亀井刑事 - 角野卓造

ゲスト
- 町田隆夫（安田の大学の同級生） - 泉澤祐希
- 松木紀子（ホステス） - 岡本玲
- 安田章（ITセキュリティ会社社長） - 瀬戸利樹
- 樋口まゆみ（安田の大学の同級生） - 小島藤子
- 片岡清之（安田の大学の同級生） - 森田甘路
- 村上陽子（安田の大学の同級生） - 逢沢りな
- 川島史朗（安田の大学の同級生） - 野村祐希
- 三枝和美（6人が所属していたゼミの先生） - 宮崎美子

## 漫画版
2005年4月30日にぶんか社より、小林たつよしによる漫画版が発行された。
ISBN 4-8211-8156-8